# Demi-équation
En chimie, une demi-équation est l'équation modélisant la transformation chimique entre les espèces conjuguées d'un couple acide/base ou oxydant/réducteur.
- Une demi-équation acido-basique est une équation chimique représentant la transformation de la forme d'acide d'un couple en sa forme basique conjuguée sans qu'intervienne un second couple acide/base. Par exemple, la demi-équation correspondant au couple NH4+ / NH3 est :

NH4+ = NH3 + H+
- Une demi-équation d'oxydoréduction est une équation chimique représentant la transformation de la forme oxydée d'un couple en sa forme réduite conjuguée sans qu'intervienne un second couple rédox. Par exemple, la demi-équation correspondant au couple MnO4− / Mn2+ est :

MnO4− + 8 H+ + 5 e− = Mn2+ + 4 H2O
Les demi-équations d'oxydoréduction en solution aqueuse font fréquemment intervenir l'eau et ses ions (H+ ou HO−).
On parle de demi-équation acido-basique pour les transformations entre acides et bases conjugués, et de demi-équations électroniques (car faisant intervenir des électrons) pour les transformations entre oxydants et réducteurs conjugués.

## Couples et demi-équation
- Couple oxydant/réducteur (couple redox)
- Couple acide/base

Les demi-équations correspondantes sont :
- Réd  {\displaystyle \rightleftharpoons }  Oxn+ + ne−
- AH  {\displaystyle \rightleftharpoons }  H+ + A−

Les échanges entre espèces chimiques conjuguées d'un couple redox sont assurés par un transfert d'électrons, tandis que la transformation entre espèces chimiques conjuguées d'un couple acide/base est due au transfert d'ions H+ (ou protons).